# Junonia iphita
Junonia iphita – gatunek motyla z rodziny rusałkowatych i podrodziny Nymphalinae. Zamieszkuje większą część krainy orientalnej, na północ sięgając po południowe skraje Palearktyki.

## Taksonomia
Gatunek ten opisany został naukowo po raz pierwszy w 1779 roku przez Pietera Cramera pod nazwą Papilio iphita. Jako miejsce typowe wskazano Chiny. W obrębie tego gatunku wyróżnia się 8 podgatunków:
- Junonia iphita adelaida (Staudinger, 1889)
- Junonia iphita cebara (Fruhstorfer, 1912)
- Junonia iphita horsfieldi Moore, 1899
- Junonia iphita hopfferi (Möschler, 1872)
- Junonia iphita iphita (Cramer, 1779)
- Junonia iphita pluviatilis (Fruhstorfer, 1900)
- Junonia iphita tosca (Fruhstorfer, 1900)
- Junonia iphita viridis (Staudinger, 1889)

## Morfologia

### Owad dorosły
Motyl o rozpiętości skrzydeł od 56 do 77 mm. Dymorfizm płciowy jest słabo zaznaczony; przejawia się w nieco szerszych i bardziej zaokrąglonych skrzydłach samicy. Ubarwienie głowy, czułków, tułowia i odwłoka ma ciemnobrązowe. Obie pary skrzydeł z wierzchu, jak i od spodu ubarwione są w różnych odcieniach brązu; spód ponadto jest fioletowosrebrzyście oprószony. Wierzch skrzydła przedniego ma w komórce po parze poprzecznych, falistych prążków subbazalnych i wierzchołkowych. Za nimi biegnie krótka, szeroka, ciemna przepaska ukośna o krawędzi wewnętrznej rozmytej, a krawędzi zewnętrznej falistej i wyraźnej. W części dyskalnej leży bardzo szeroka, rozmyta przepaska o czarniawej barwie, a za nią szereg słabo zaznaczonych plamek ocznych. Wzdłuż zewnętrznej krawędzi skrzydła biegną czarniawe prążki postdyskalny i subterminalny. Wierzch skrzydła tylnego ma smukłą, czarną pętelkę u szczytu komórki, szeroką i krótką pręgę dyskalną o krawędzi wewnętrznej rozmytej i krawędzi zewnętrznej dobrze widocznej, za nią szereg plamek ocznych o ochrowych tęczówkach i czarnych źrenicach z białymi kropeczkami. Za plamkami ocznymi występują szerokie linie postdyskalna i subterminalna. Na spodzie skrzydła przedniego występują w nasadowej połowie dwa faliste prążki, a za nimi bardzo szeroki przy krawędzi kostalnej i stopniowo się zwężający prążek dyskalny z szeregiem słabo widocznych plamek ocznych na krawędzi zewnętrznej. Dalej występuje ciemna linia zygzakowata oraz linie subterminalna i terminalna. Spód skrzydła tylnego ma w części nasadowej dwie bardzo szerokie, krótkie, zakrzywione, ciemne pręgi, dalej zaś prostą, wąską, poprzeczną przepaskę o kolorze ochrowobrązowym z czarnym odgraniczeniem od strony zewnętrznej, jeszcze dalej ciemnobrązową, poprzeczną przepaskę postdyskalną, wzdłuż której zewnętrznego brzegu leży szereg plamek ocznych o białych środkach, a za nimi ciemna linia zygzakowata, nieco rozmyta pręga subterminalna oraz ciemna linia terminalna.

### Stadia rozwojowe
Jajo ma kolor jasnozielony. Jego chorion rzeźbi 14 wydatnych, pionowych żeberek.
Gąsienica ma barwę matowo ciemnobrązową. Wzdłuż grzbietu i boków jej ciała rozmieszczone są w dziewięciu szeregach rozdzielone na liczne gałęzie kolce.
Barwa poczwarki jest matowo ciemnobrązowa. Wzdłuż grzbietu i boków jej ciała rozmieszczone są w trzech lub pięciu szeregach spiczaste guzki.

## Ekologia i występowanie

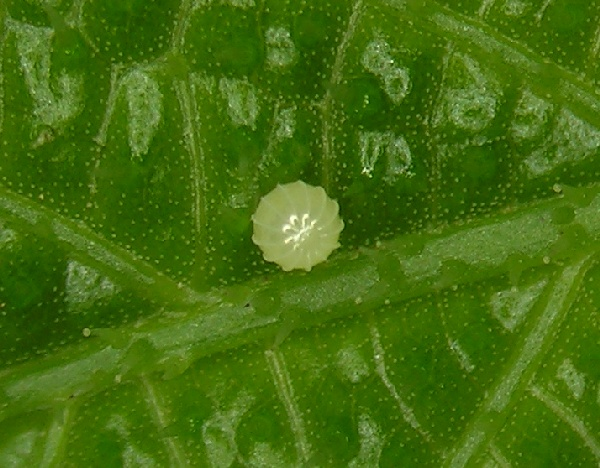
Jajo

Owad ten zasiedla pierwotne równikowe lasy deszczowe, wiecznie zielone lasy strefy umiarkowanej, lasy liściaste, lasy i zadrzewienia wtórne i zaburzone, pobrzeża rzek, polany leśne, przesieki, plantacje palm i przydroża. Występuje na rzędnych do 1200 m n.p.m. Owady dorosłe latają za dnia, nisko. Chętnie przysiadają na dłużej na glebie i roślinach zielnych z rozłożonymi skrzydłami, wygrzewając się na słońcu. W pozycji ze skrzydłami złożonymi spoczywają na krzewach, wykazując mimikrę względem zeschłych liści. Jaja składane są pojedynczo na roślinie żywicielskiej lub w jej pobliżu na gałązkach i zeschłych liściach. Wśród roślin żywicielskich gąsienic wymienia się: Asteracantha longifolia, Goldfussia formosanus, Hygrophila, Justica micrantha, Lepidagathis formosensis i Strobilanthes callosus. Poczwarka przytwierdzona jest za pomocą kremastra do liścia lub gałązki.
Gatunek znany z krainy orientalnej i południowych skrajów Palearktycznej. Rozprzestrzeniony jest od Indii (od Himalajów po południe kraju), Nepalu, Bhutanu, Bangladeszu oraz zachodnich i południowych Chin przez Sri Lankę, Malediwy, Mjanmę, Tajlandię, Laos, Wietnam, Malezję, Brunei i Filipiny aż po południową Indonezję.